# Christian Magdu
Christian Magdu (født 15. oktober 1977) er en rumænsk-svensk skuespiller.
Magdu blev født i Rumænien, men voksede op i Sverige efter at hans familie emigrerede til landet. Han gik på gymnasie i Skövde, hvor han begyndte at interessere sig for skuespil. Han filmdebuterede i 2002 og har siden medvirket i over 25 filmprojekter.

## Udvalgt filmografi
- Camp Slaughter (2004)
- Truslen (2004, ukrediteret)
- Aldrig en absolution (kortfilm, 2005)
- Beck (tv-serie, 2007)
- Craig (2008)
- ' Easy to Assemble (tv-serie, 2008-2011)
- Uskyldigt dømt (tv-serie, 2009)
- True Blood (tv-serie, 2010, ukrediteret)
- Johan Falk (filmserie, 2015)
- Gåsmamman (tv-serie, 2021-2022)
- Exit - de norske milliardærer (tv-serie, 2023)